# Дозорцева, Елена Георгиевна
Елена Георгиевна Дозорцева (род. 1954, Ленинград) — российский учёный, доктор психологических наук, профессор, заведующая кафедрой юридической психологии и права факультета юридической психологии МГППУ, руководитель лаборатории психологии детского и подросткового возраста ГНЦССП имени В. П. Сербского.
Дозорцева является членом Российского Психологического Общества, членом редакционного совета сетевого журнала «Медицинская психология в России», журнала «Психология и право», журнала «Психологическая наука и образование», состоит в международных профессиональных организациях, является признанным экспертом в своей области и участником международных проектов. В частности, она представляет Россию в правлении Европейской ассоциации детской и подростковой судебной психиатрии, психологии и смежных профессий, является членом Европейской ассоциации психологии и права, принимает участие в организации международных проектов по обмену, член организационных комитетов крупных научных конференций.
Елена Георгиевна Дозорцева широко известна как эксперт в области психологии чрезвычайных ситуаций и ювенальной юстиции, автор пособий. Имеет публикации в ведущих научных журналах в России и зарубежных сборниках. Специалист по практической помощи пострадавшим во время чрезвычайных ситуаций, за помощь детям и семьям Беслана удостоена нагрудного знака МЧС «Участнику ликвидации последствий ЧС»

## Биография
Дозорцева родилась в Ленинграде, окончила факультет психологии Ленинградского государственного университета в 1978 г, защитив дипломную работу по теме «Психологический климат и конфликты в научном коллективе», под руководством А. Ю. Шалыто.
С 1984 года работает в Государственном научном центре социальной и судебной психиатрии имени В. П. Сербского, где с 2001 года руководит Лабораторией психологии детского и подросткового возраста. В 1988 году Дозорцева защитила кандидатскую диссертацию по теме «Комплексная судебная психолого-психиатрическая экспертиза несовершеннолетних обвиняемых(психологический аспект)» под руководством д.м.н., проф. И. А. Кудрявцева, а в 2000 г. — докторскую диссертацию по медицинской психологии «Аномальное развитие личности у подростков и юношей с делинквентным и криминальным поведением» (научный руководитель — д.м.н., проф. Т. Б. Дмитриева).
В 2004 году благодаря договору о сотрудничестве между ГНЦ ССП им. В. П. Сербского и Московским городским психолого-педагогическим университетом, Дозорцева организовала и возглавила факультет юридической психологии. В 2009 году она оставила пост декана и в настоящее время является заведующей кафедрой юридической психологии этого факультета. Читает курсы: «Судебно-психологическая и психолого-психиатрическая экспертиза детей и подростков» и «Аномальное развитие личности подростка-правонарушителя».
Дозорцева была одним из семи членов инициативной группы, организовавшей Европейскую ассоциацию детской и подростковой судебной психиатрии, психологии и смежных профессий (EFCAP)в 1997 году.
В рамках научно-исследовательской работы, разработала инновационный подход к проблеме девиантного поведения подростков с позиций культурно-исторической психологии и теории деятельности. В частности, в статье «Аномальное развитие личности у подростков с противоправным поведением: методология психологического исследования и практики» предложила рассматривать в качестве основы аномального развития — специфический уровень регуляции деятельности индивида, относящей его к категориям «конвенциональной», либо «рефлексивной» личности
Сотрудники Лаборатории психологии детского и подросткового возраста во главе с Е. Г. Дозорцевой участвовали в работе по психологической реабилитации детей и их семей, пострадавших в теракте в театре на Дубровке и в теракте в Беслане.
Дозорцева и её коллеги активно разрабатывают научные и образовательно-практические аспекты юридической психологии, относящиеся к несовершеннолетним, ведут научно-просветительскую работу в этой области.
Награждена ведомственным нагрудным знаком МЧС «Участнику ликвидации последствий ЧС» (2004), медалью им. Г. И. Челпанова «За вклад в развитие психологической науки» (2006), почётными грамотами Минздрава и Департамента образования Правительства Москвы.

## Основные публикации
Полный список включает около 170 научных работ.
- Дозорцева Е. Г. Психологическая травма у подростков с проблемами в поведении. Диагностика и коррекция. — М.: Генезис, 2007. — 128 с — ISBN 5-98563-084-6
- Дозорцева Е. Г. Комплексная судебная психолого-психиатрическая экспертиза несовершеннолетнего обвиняемого// Медицинская и судебная психология. Курс лекций: Учебное пособие / Под ред. Т. Б. Дмитриевой, Ф. С. Сафуанова. — М.: Генезис, 2005. — С. 480—506. — ISBN 5-98563-019-6
- Дозорцева Е. Г. Девиантное поведение и агрессия у девочек-подростков // В кн.: Дмитриева Т. Б., Иммерман К. Л., Качаева М. А., Ромасенко Л. В. Криминальная агрессия женщин с психическими расстройствами. — М.: «Медицина», 2003. — С. 44 — 78. — ISBN 5-225-04311-9